# Orthopagus philippinus
Orthopagus philippinus är en insektsart som beskrevs av Melichar 1914. Orthopagus philippinus ingår i släktet Orthopagus och familjen Dictyopharidae. Inga underarter finns listade i Catalogue of Life.